# 大甲溪發電廠馬鞍機組
大甲溪發電廠馬鞍機組，為一座位於臺灣台中市和平區馬鞍寮的水力發電廠，該廠舊稱馬鞍發電廠，後台電公司成立大甲溪發電廠並將該廠納入旗下管理後將發電廠全名改名為臺灣電力股份有限公司大甲溪發電廠馬鞍機組。其在民間又有馬鞍水力發電廠或馬鞍電廠的稱呼。廠區坐落在大甲溪中游的天輪發電廠後池旁，是大甲溪流域中最下游的發電廠，同時也是大甲溪流域中最新完成的水力發電廠。

## 沿革
1974年德基水庫完成後，大甲溪流域各水力發電廠得以串聯運轉，然而由於上游諸電廠尖峰用水量大，而下游之天輪隧道最大通水量為 68 秒立方公尺，天輪調整池容量僅 475,000 立方公尺，無法容納上游諸電廠尖峰發電放水量，致上游諸電廠之尖峰運轉常受限制，因此台灣電力公司擬定「馬鞍水力發電計畫」，配合天輪、新天輪電廠運轉，以充份開發大甲溪水力資源，於天輪發電廠尾水出口下游約 900 公尺處興建一座攔河堰（即馬鞍壩），承納大甲溪上游諸電廠之發電尾水，並調節天輪壩與馬鞍計畫攔河堰之間未控制流域之流量，興建馬鞍壩並於壩體上游右側設置進水口引水至大甲溪右岸山腹長約 7.5 公里之壓力隧道至天輪後池附近之新建半地下電廠發電。2004年七二水災造成馬鞍壩發電進水口淤積暫停運轉，2004年9月3日恢復發電。

## 設施
馬鞍發電廠係利用位於天輪發電廠下游900公尺的混凝土攔河堰馬鞍壩攔截大甲溪溪水形成調整池，經由7,477公尺長的引水隧道輸送至馬鞍發電廠發電，裝置容量為13萬3千5百瓩（133.5MW），年發電量約為4億度。主要功能為配合天輪發電廠運轉，充分開發大甲溪之水力資源，增加系統尖峰電力，並且為一半地下化水力發電廠，設置有豎軸法蘭西斯式水輪發電機兩部，每部設計流量為每秒72.25立方公尺，設計水頭為106公尺，發電尾水排入天輪後池後，可提供大甲溪下游的石岡壩灌溉及公共用水使用。最大引水量 144.5 立方公尺/秒，有效水頭 106.85 公尺，發電後尾水洩放入天輪後池。

### 機組
| 名稱   | 發電機型號                    | 水輪機型號                      | 機組數量 | 發電方式 | 有效落差（公尺） | 單一機組用水量（CMS） | 容量（MW） | 位置         | 商轉日期      | 狀態   |
| ------ | ----------------------------- | ------------------------------- | -------- | -------- | ---------------- | --------------------- | ---------- | ------------ | ------------- | ------ |
| 一號機 | 瑞典ABB公司製交流式同步發電機 | 挪威Kværner製法蘭西斯豎軸水輪機 | 1        | 調整池式 | 106.85           | 72.25CMS              | 66.7MW     | 臺中市和平區 | 1998年7月20日 | 商轉中 |
| 二號機 | 瑞典ABB公司製交流式同步發電機 | 挪威Kværner製法蘭西斯豎軸水輪機 | 1        | 調整池式 | 106.85           | 72.25CMS              | 66.7MW     | 臺中市和平區 | 1998年9月30日 | 商轉中 |

### 管理
- 電廠名稱：大甲溪發電廠馬鞍機組
- 管理單位：臺灣電力公司大甲溪發電廠
- 廠內編制：2

### 設施
- 廠房類型：半地下式
- 取水來源：大甲溪（馬鞍壩）
- 壓力鋼管：∮6.0～5.6M,長351.96公尺，傾角48°分流管各長28公尺，內徑3.6～3.0公尺

## 圖集

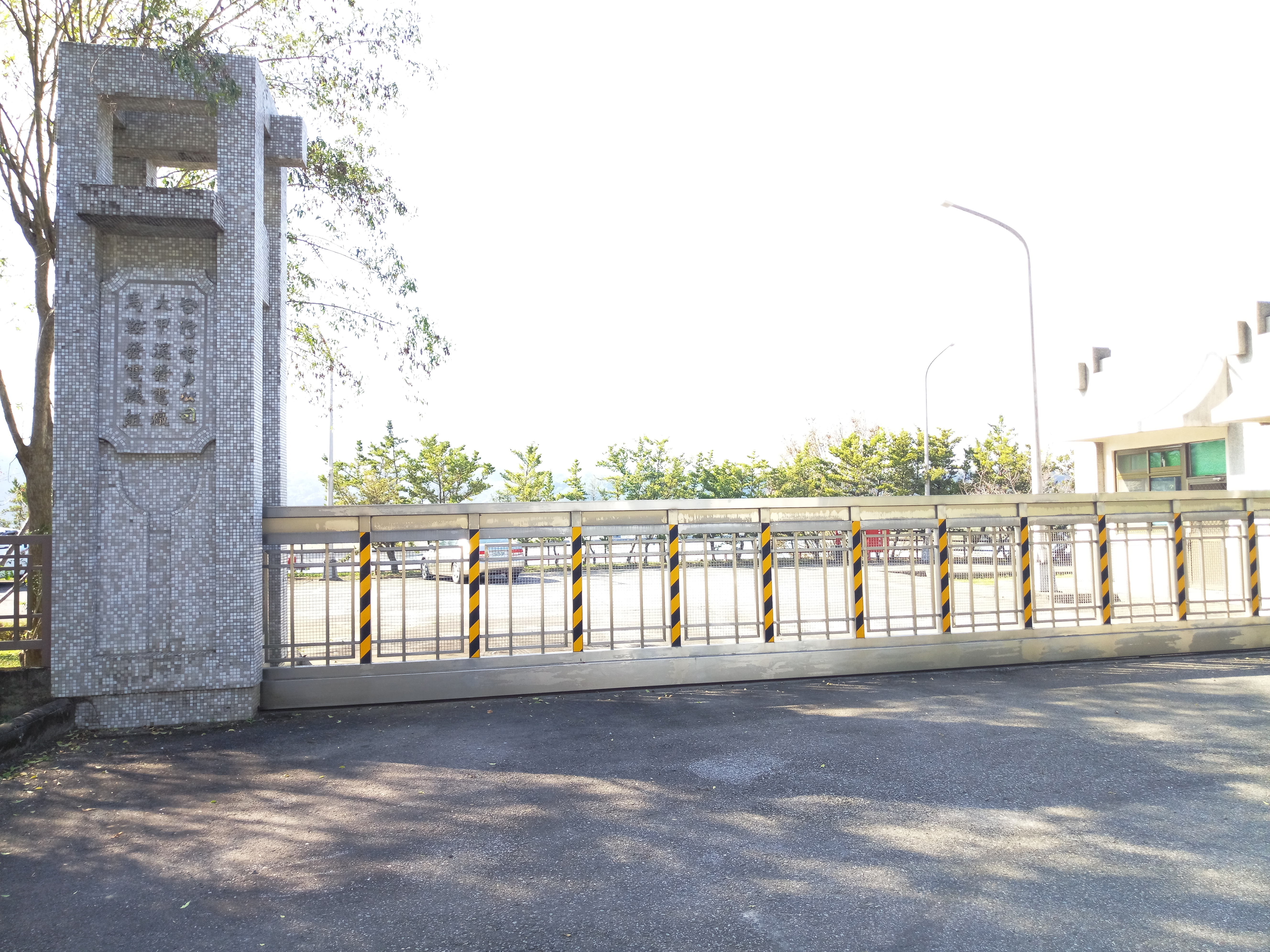
馬鞍機組廠區大門。
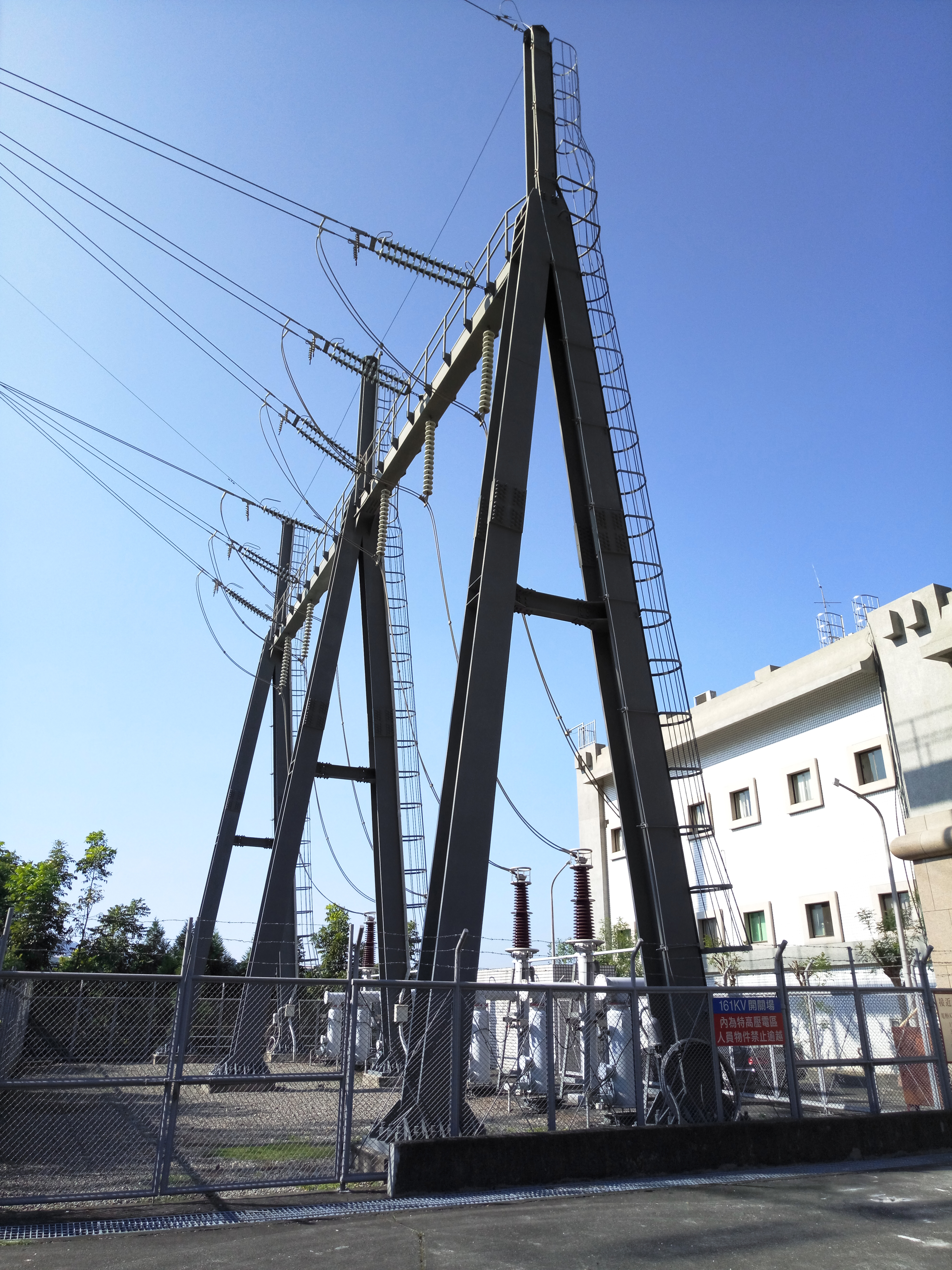
馬鞍機組發電後的161KV開關場。
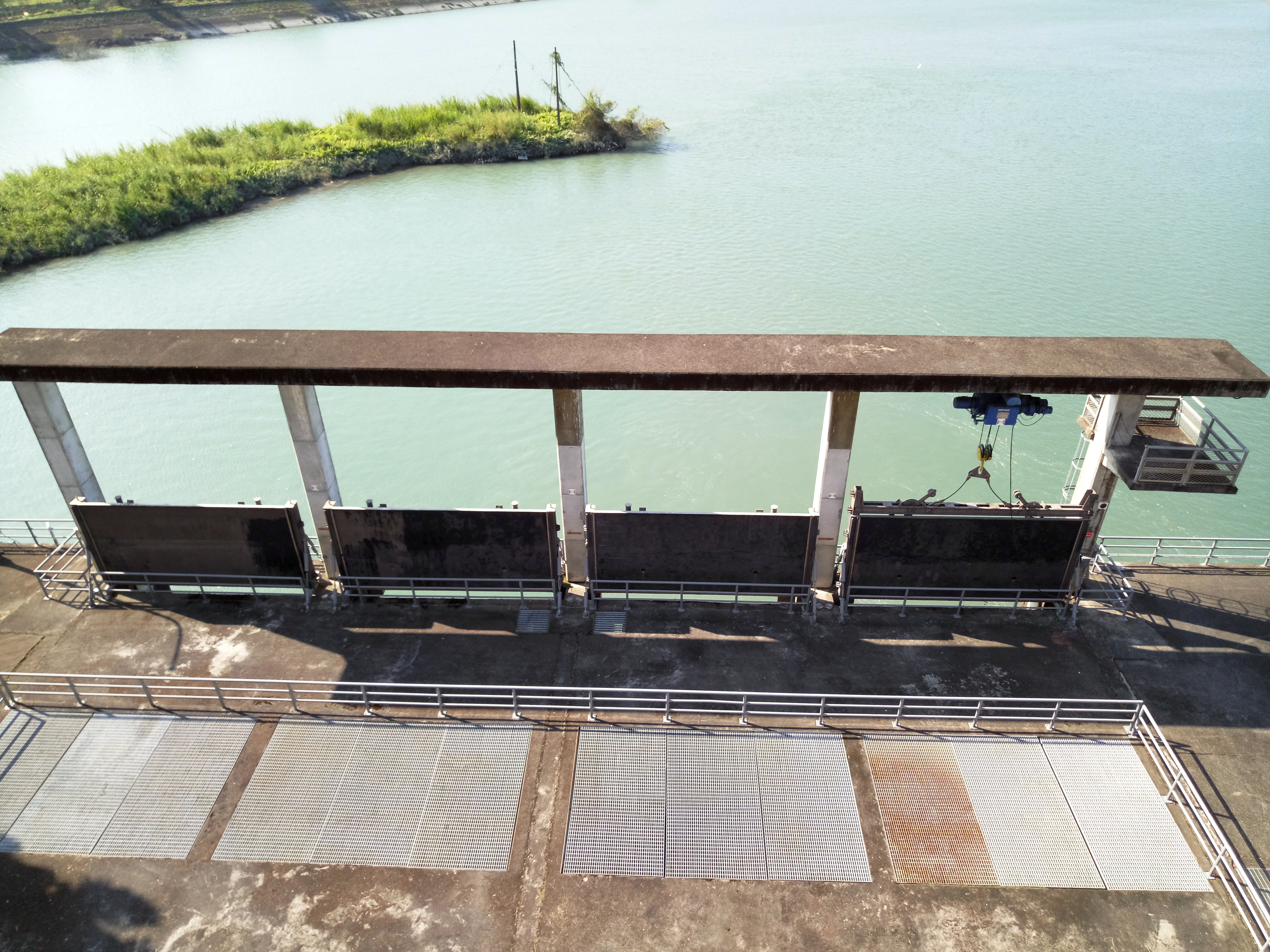
馬鞍機組發電尾水出口，發電後尾水排放至天輪後池。
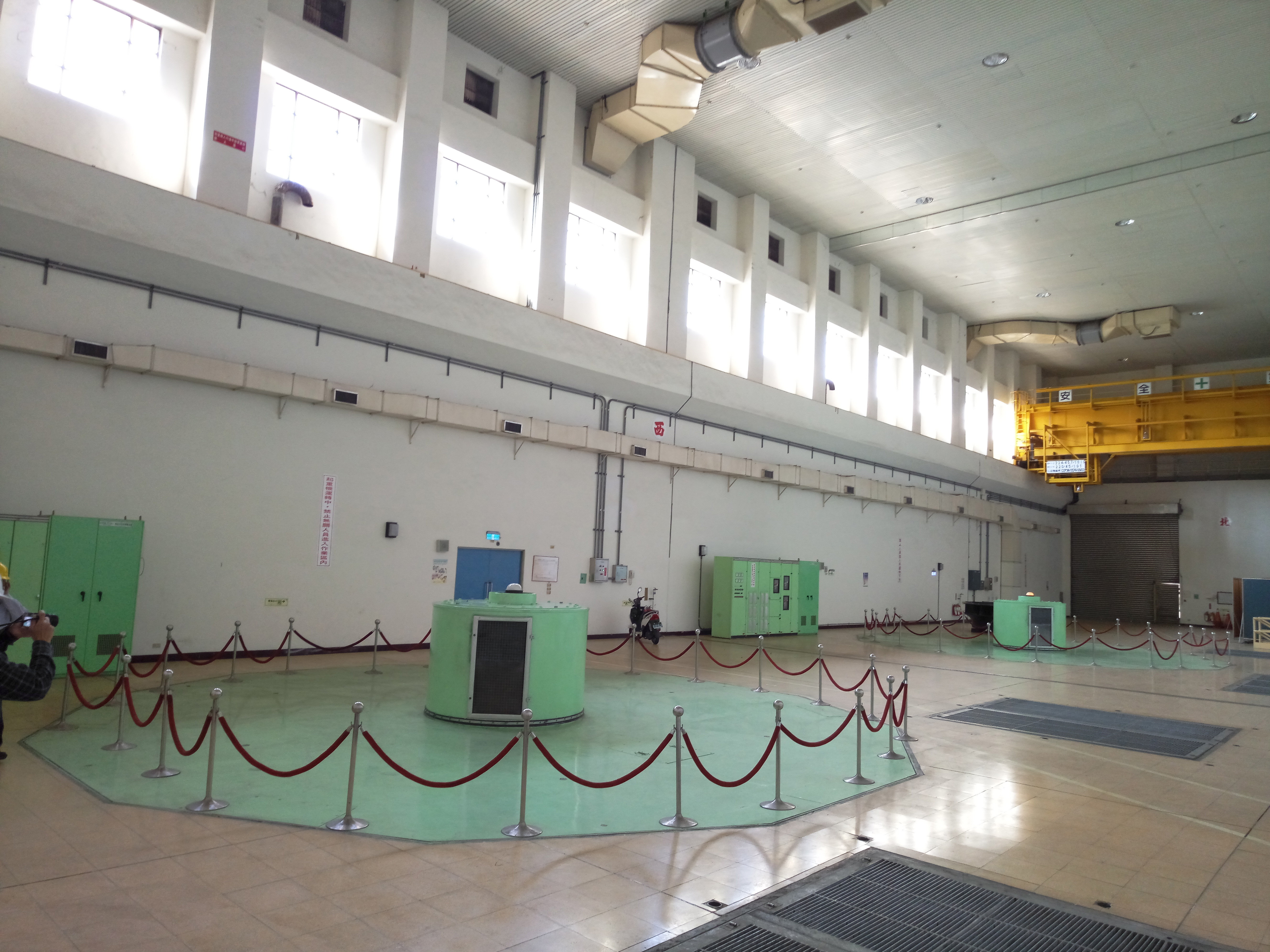
馬鞍機組發電廠房內部，前方為一號機，後方為二號機。
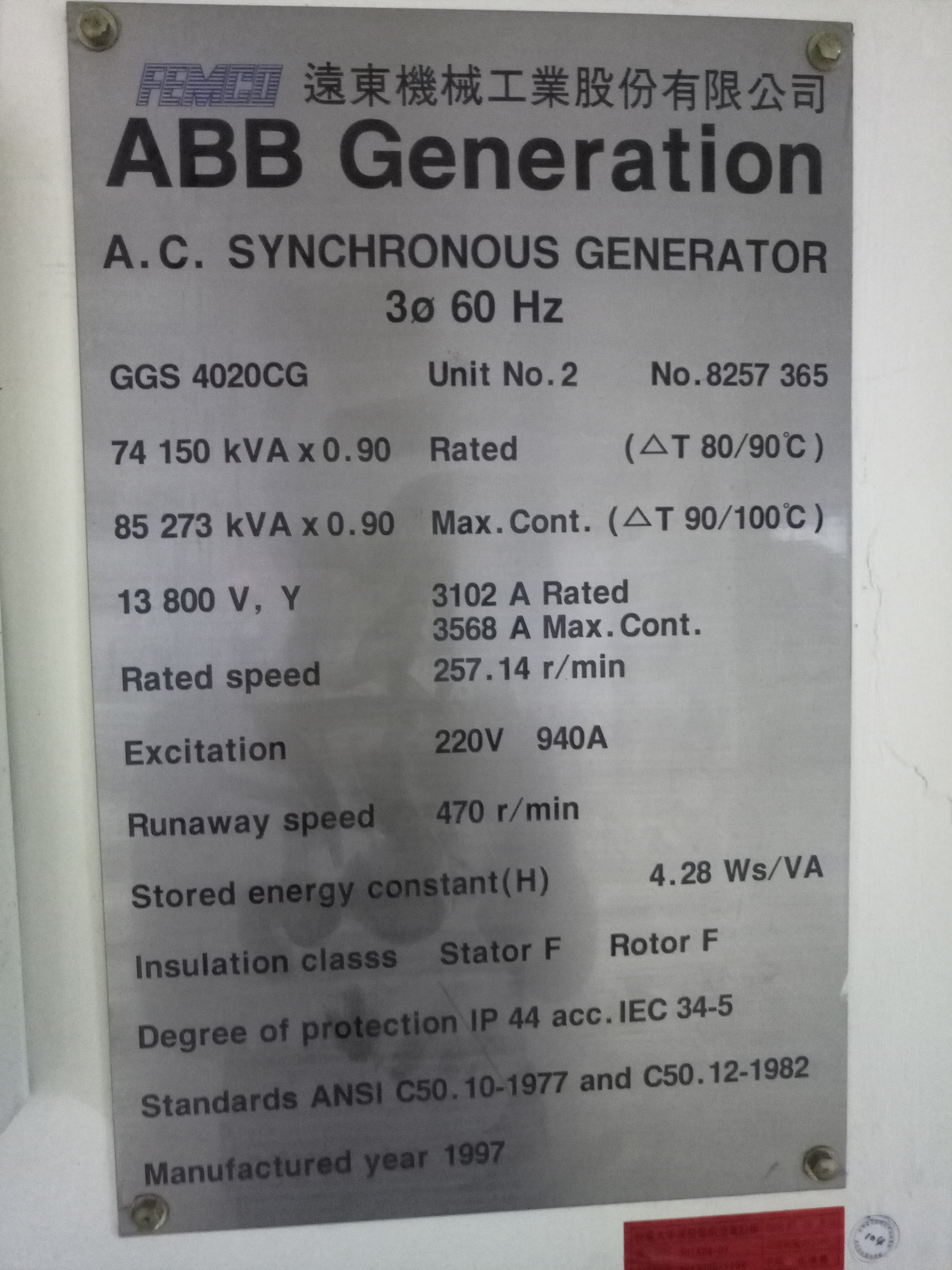
馬鞍機組發電機銘板。
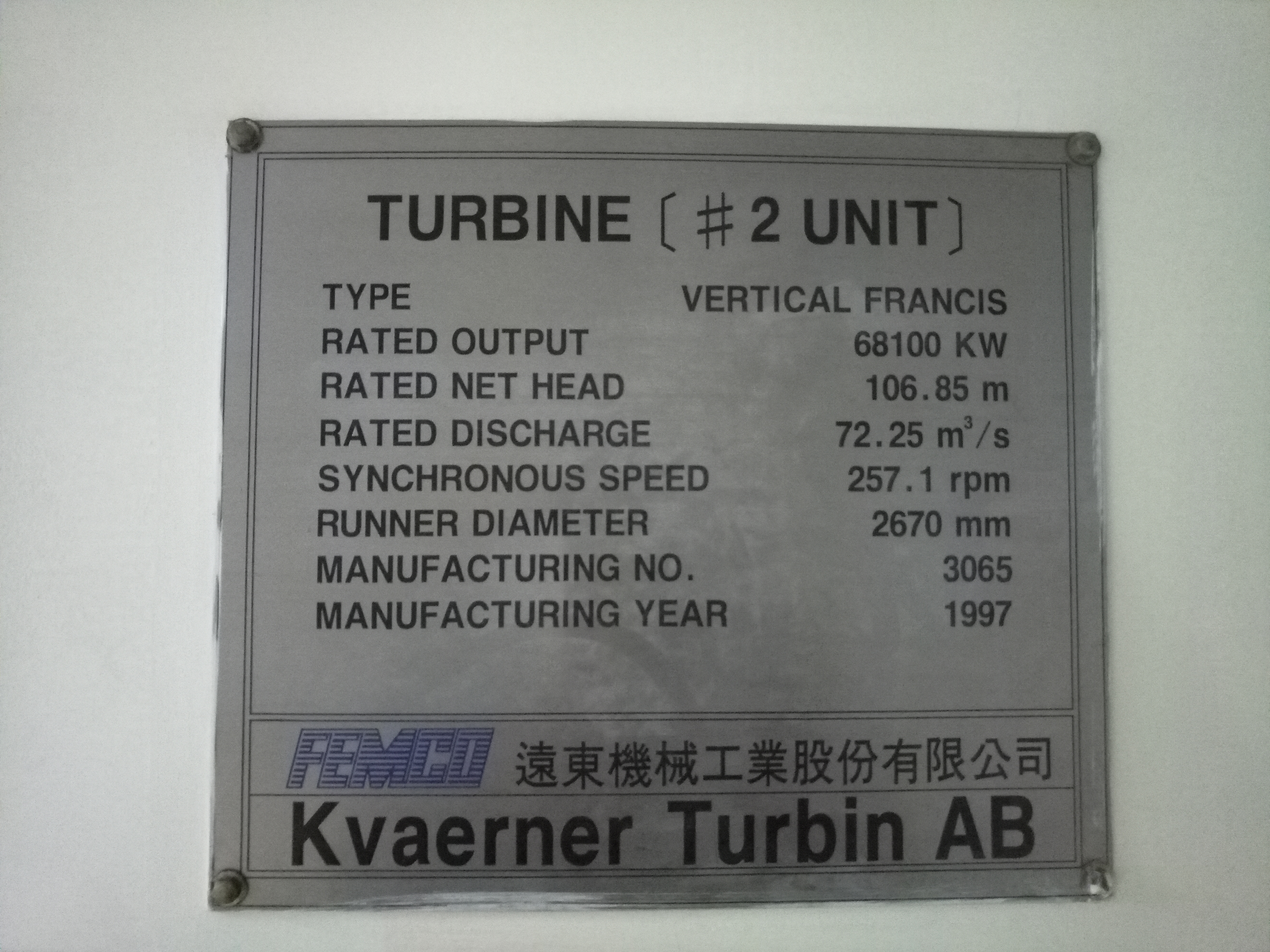
馬鞍機組水輪機銘板。

## 外部連結
- （繁體中文）大甲溪發電廠（页面存档备份，存于）
- （繁體中文）大甲溪發電廠簡介 - 台灣電力公司（页面存档备份，存于）